# Гюнтер XII фон Кефернбург
Гюнтер XII (XI) фон Кефернбург (на немски: Günther XII (XI) von Käfernburg; † 1368/ сл. 27 юни 1371) е от 1324 г. до смъртта си граф на Кефернбург.

## Произход
Той е син на граф Гюнтер VIII фон Кефернбург († 1318/1324) и съпругата му Ирмгард фон Шварцбург († сл. 1340). Потомък е на граф Гюнтер III фон Шварцбург-Кефернбург († 1223), основателят на линията на графовете на Кевернбург (Кефернбург).

## Фамилия
Първи брак: пр. 9 ноември 1341 г. с Лорета фон Епщайн (* ок. 1318; † 12 март 1351/1353), дъщеря на граф Готфрид IV фон Епщайн († 1341/1342) и Лорета фон Даун-Оберщайн († сл. 1361). Те имат децата:
- Елизабет фон Кефернбург (* ок. 1345; † 1382/1390), омъжена ок. 1375 г. за граф Гебхард IV фон Мансфелд († 1382)
- Маргарета († сл. 1352)
- Георг I († 1376), граф на Кефернбург в Илменау (1368 – 1376), женен ок. 1360 г. за София фон Шварцбург
- Гюнтер XIII († ок. 1386), граф на Кефернбург в Херманщайн
- Хайнрих († сл. 1362)
- Лутрудис (* ок. 1350; † сл. 1397), омъжена 1366 г. за граф Дитрих VI фон Хонщайн-Херинген († 1393)
- Маргарета „Млада“ († ок. 1398), омъжена 1388 г. за Йохан I фон Роденщайн (1369 – 1400)
- Анна († сл. 1369), монахиня в Кроншвитц

Втори брак: на 8 май 1364 г. с Ирмгард фон Орламюнде († сл. 5 май 1388), вдовица на фогт Хайнрих V фон Плауен († 1363/1364), дъщеря на граф Хайнрих III фон Орламюнде († 1354) и Ирмгард фон Шварцбург-Бланкенбург († 1354). Те нямат деца.